# Anthony Álvarez
Anthony Alvarez (La Vega, República Dominicana; 31 de enero de 1970) es un actor y cantante dominicano que ha participado en cine y televisión. A lo largo de su carrera ha participado en producciones para otros países como por ejemplo en México en Televisa, y después en Telemundo y Univision ambas de Estados Unidos.

## Filmografía

#### Telenovelas
| Año       | Título               | Personaje                 |
| --------- | -------------------- | ------------------------- |
| 2023-2024 | Vuelve a mi          | Isidro Sánchez 'El Tigre' |
| 2018      | Mi familia perfecta  | Derick                    |
| 2017-2018 | Sangre de mi tierra  | Cándido Navarro           |
| 2017      | Mariposa de barrio   | George                    |
| 2015-2016 | ¿Quién es quién?     | Dr. Cardona               |
| 2014-2015 | Tierra de Reyes      | Detective Ricardo Gaitán  |
| 2013      | Marido en alquiler   | Iván Rogue                |
| 2006      | La verdad oculta     | Rubén                     |
| 2005      | El cuerpo del deseo  | Ramón                     |
| 2001      | Secreto de amor      | Ángel                     |
| 2000      | Mi destino eres tú   | Luis                      |
| 2000      | La casa en la playa  | Demián Garza              |
| 1999      | Tres mujeres         | Gonzalo Uriarte (joven)   |
| 1998      | Vivo por Elena       | Leandro                   |
| 1997      | No tengo madre       | Angelito                  |
| 1996      | Tu y yo              | Carlos                    |
| 1995      | Bajo un mismo rostro | Lorenzo                   |
| 1995      | María José           | "El Tuercas"              |
| 1995      | Acapulco Bay         | Robert                    |
| 1995      | El premio mayor      | "El Tiburón"              |
| 1993      | Clarisa              | Eliseo                    |

#### Series de televisión
| Año       | Título                       | Personaje        |
| --------- | ---------------------------- | ---------------- |
| 2021      | Armas de mujer               | El Trigre        |
| 2018      | StartUp                      | Gabriel Rivera   |
| 2017      | Milagros de Navidad          | Tomás            |
| 2011      | El Don                       | El Don           |
| 2006      | Seguro y urgente             | Ildemaro         |
| 2006      | Decisiones                   | Alberto Navas    |
| 2000-2003 | Mujer, casos de la vida real | Varios episodios |
| 1998-1999 | ¿Qué nos pasa?               | Varios episodios |

#### Cine
| Año  | Película                       | Personaje                 |
| ---- | ------------------------------ | ------------------------- |
| 2018 | El closet                      | /                         |
| 2018 | La otra Penélope               | /                         |
| 2017 | Colao                          | Horacio                   |
| 2017 | Misión Estrella                | Argenis López             |
| 2015 | Detective Willy                | Brus Garcia               |
| 2005 | La maldición del padre Cardona | Padre Geronimo            |
| 2003 | Éxito por intercambio          | Gabriel                   |
| 2002 | Frida                          | Guardaespaldas de Trostky |
| 2001 | En el tiempo de las mariposas  | Palomino                  |